# Göttinger Landsmannschafter Convent
Der Göttinger Landsmannschafter Convent war der erste Zusammenschluss von Landsmannschaften zu einem örtlichen Convent, der mit einer Unterbrechung von 1840 bis 1844 bestand. Es wurden erstmals die Ziele der Landsmannschaften schriftlich formuliert, welche zum Vorbild bei späteren örtlichen Landsmannschafter Conventen sowie bei der Entstehung der Landsmannschaftlichen Verbände wurden.

## Vorgeschichte
Bereits kurz nach der Gründung der Georg-August-Universität 1737 waren die ersten Landsmannschaften entstanden. Bekannt sind die Braunschweiger, Bremenser, Frankfurter, Hamburger, Hannoveraner, Holsteiner, Ilfelder, Kurländer, Livländer, Mecklenburger, Mosellaner, Pommern, Rheinländer und Westfalen. Infolge der ständigen Bekämpfung der Universitätsbehörden, mussten sie sich wiederholt auflösen. 1789 lösten sich die Westfalen als letzte Landsmannschaft auf. Die 1810 und 1811 gestifteten Landsmannschaften Hessen und Pommern mussten sich 1812 auflösen und dem Prorektor schwören (7. März 1812), keine neuen Landsmannschaften zu gründen. Zur Umgehung dieses Verbots machten sie noch im gleichen Jahr unter der Bezeichnung Corps wieder auf. Somit verschwanden die Landsmannschaften zunächst aus Göttingen.

## Gründung
Als im Jahre 1837 die Universität Göttingen das Fest ihres einhundertjährigen Bestehens kam es zu der Gründung von Festlandsmannschaften. Im Sommer 1840 kam es zur Gründung des ersten Göttinger Landsmannschafter Convents (Göttinger L.C.) sowie zur Schaffung eines Landsmannschafter Comments.
Noch im Verlauf des Sommers 1840 kam es zu Spannungen zwischen Landsmannschaften und Corps, dass eine behördliche Untersuchung nach sich zog. Ermittlungen wurden gegen sechs Corps (Braunschweiger, Bremenser, Hannoveraner, Hildesheimer, Lüneburger und Westfalen) mit 77 Mitgliedern und neun Landsmannschaften (Braunschweiger, Bremenser – früher Stadenser genannt, Hanseaten, Neu-Hildesheimer, Alt-Hildesheimer, Ilfelder – später Visurgen genannt, Lüneburger, Osnabrücker und Ostfriesen) mit 192 Mitgliedern geführt.
Der Grund für die Spannungen lag darin, dass die Landsmannschaften sich weigerten, den Corpsburschen ohne Ehrengerichtsspruch Genugtuung zu geben, während diese aber ein solches Verfahren ablehnten. Es wurden Bestrafungen vom Universitätsgericht ausgesprochen mit der Anregung, die beiden studentischen Parteien mögen sich aussöhnen.
Noch im Laufe des Jahres 1840 wurde ein neuer allgemeinverbindlicher Comment geschaffen, der ein Schiedsgericht sowie einen Allgemeinen Convent (A.C.), der den Senioren-Convent und den Allgemeinen Landsmannschafter Convent umfasste. 

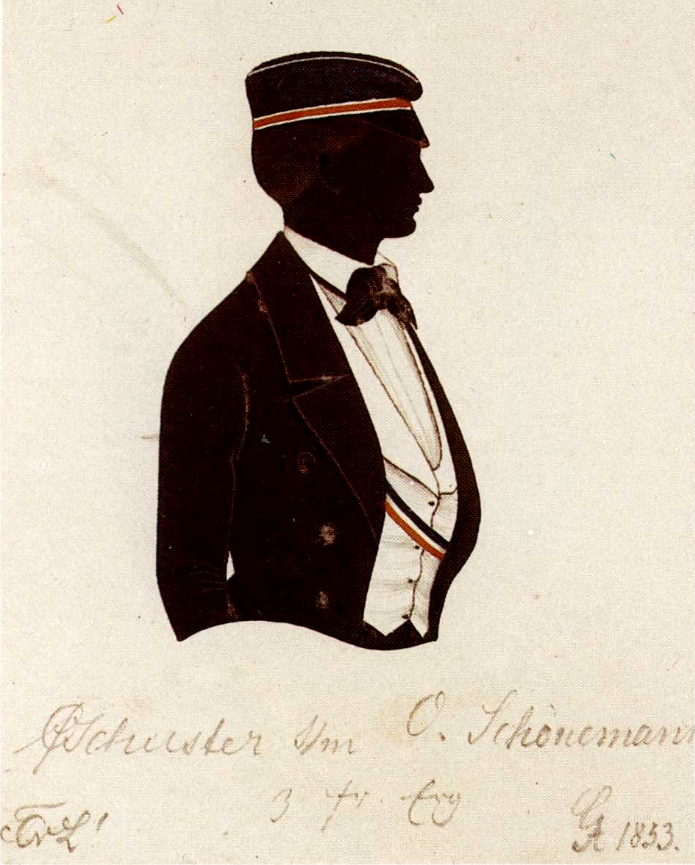
Couleur der Landsmannschaft Lunaburgia

Seit 11. August 1840 hielten Landsmannschaften und Corps wöchentlich eine „Allgemeine Kneipe“ ab, an der vier Vertreter jeder Verbindung teilnahmen. Diese Einrichtung wurde auch „Kontrahierkneipe“ genannt, da viele Teilnehmer bestrebt waren, sich Fechtgelegenheiten zu suchen. Der Grund hierfür war, dass seit Juni 1842 im Göttinger S. C. eine neue Regelung galt, wonach ein Anwärter für die Rezeption in ein Corps mindestens eine Mensur gefochten haben musste. So wurde das Schiedsgericht wieder abgeschafft. Seit November 1841 verlangten die Corps die Aufhebung des im A. C. geregelten Schiedsgerichts und weigerten sich 1842 Vertreter zu stellen, wodurch sie den A. C. arbeitsunfähig machten.
Zwar fanden noch die Allgemeinen Kneipen statt, doch kam es auch hier am 15. Dezember 1843 zum Bruch. 

## Aufkommen des Progresses
Von einem rationalistischen und ungeschichtlichen Fortschrittsglauben, der für Tradition kein Verständnis besaß und daher das Verbindungswesen bekämpfte, waren die Landsmannschaften weit entfernt. Es gab in ihren Konstitutionen zwar keine bevorrechtigte Stellung einzelner Studentengruppen und jeder ehrenhafte Student wurde als gleichberechtigt angesehen, dennoch gab es innerhalb der Landsmannschaften Abstufungen, die Neulingen Rechnung trug. Auch der im Kapitel Waffengebrauch erwähnte Paukstandpunkt unterschied sie sich erheblich von den Progressverbindungen, die anstrebten, alle Konflikte mit Schiedsgerichten zu lösen. Dennoch stand es jedem Mitglied einer Progessverbindung frei, sich die Art der Genugtuung selbst zu wählen.

### Gründung des Wahren L. C.

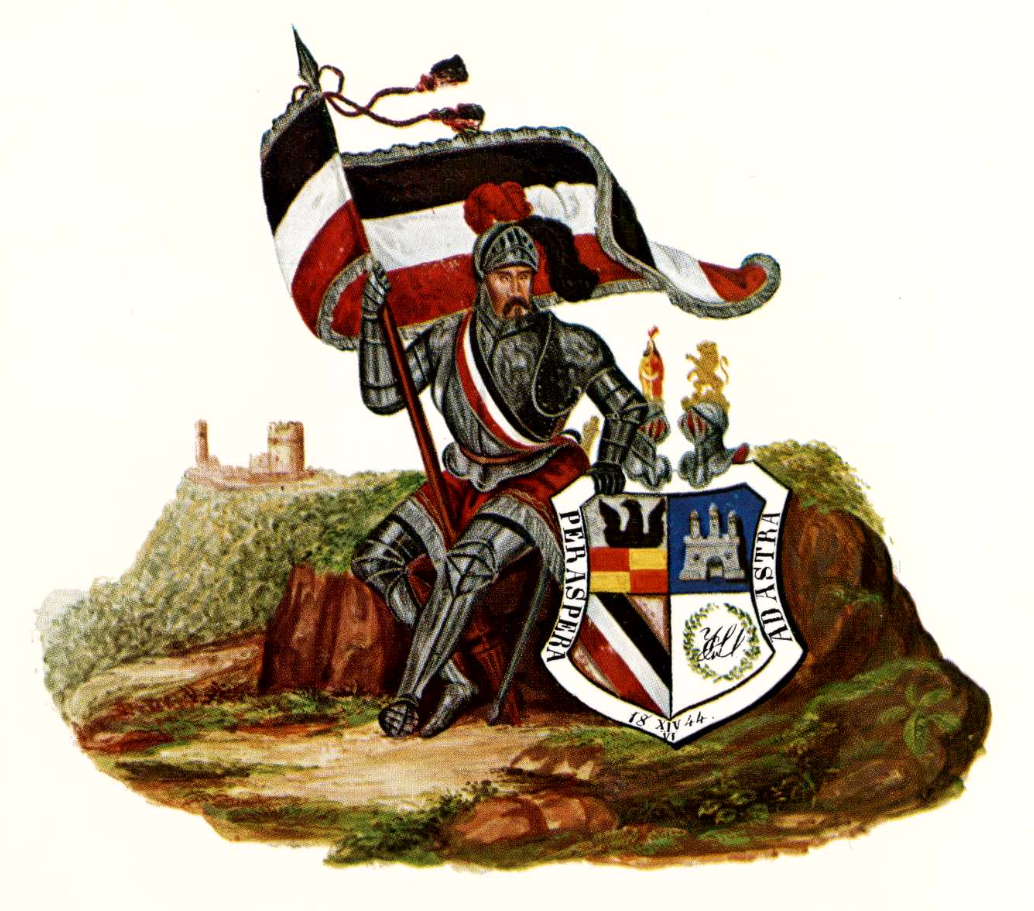
Wappen der Landsmannschaft Hildeso-Cellensia 1844

Seit Sommer 1844 geriet der L. C. immer mehr in das Fahrwasser des Progesses. Johannes von Miquel gründete mit zwei weiteren Progressisten ein Kränzchen und riefen zum Besuch einer allgemeinen Studentenversammlung auf, der die Anhänger des Progresses unter den Freistudenten eine progresstische Landsmannschaft Hildeso-Cellensia gründeten, zu der auch frühere Mitglieder der Landsmannschaft Hanseatia stießen. Diese wurde in den L. C. aufgenommen und vertrat dort die Forderungen, die letztendlich die Aufhebung aller Verbindungen und die Bildung einer allgemeinen Studentenschaft hinzielten. Am 2. Juli 1844 wurde eine neue Schiedsordnung beschlossen, die bei Streitigkeiten zwischen Landsmannschaftern und „Finken“ (Freistudentenschaft) ein „fliegendes Schiedsgericht“ vorsah. Dieser Beschluss wurde jedoch ohne die gerade suspendierten Landsmannschaften Frisia und Saxonia gefasst, die dann aus dem L. C. austraten und den „Wahren L. C.“ gründeten, der sich in seinem Comment nur dadurch unterschied, dass er als gleichberechtigt nur die Verbindungsstudenten, nicht aber die Finken anerkannte. Als die Bemühungen des „Wahren L. C.“ scheiterten sich wieder mit den Corps zu einigen, wandelte sich Saxonia am 28. Juli 1844 in ein Corps um. Frisia wurde am 4. Mai 1846 ein Corps.

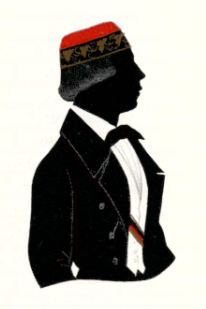
Couleur der Landsmannschaft Hildeso-Cellensia

Die verbliebenen drei Landsmannschaften bekamen bald Streit mit den Progessisten, die inzwischen drei fachwissenschaftliche Kränzchen gebildet hatten. Nachdem der Versuch scheiterte, die Streitigkeiten zwischen Progessisten mit der Hildeso-Cellensia auf der einen, und Hanseaten und Borusso-Brunsvigen auf der anderen Seite im zu beenden, schieden letztere aus dem L.C. aus und wurden Corps. 

### Zweiter L. C.
Mittlerweile hatte jedoch auch unter den Corps der Progress an Einfluss gewonnen und so stand das Corps Frisia im Gedankenaustausch mit einer Gruppe weiterer Corps, die statt des unbedingten Duellzwanges den relativen Duellzwang vertraten. Am 11. Mai 1848 beantragten im Göttinger S. C. Friesen, Hannoveraner und Braunschweiger, die Pro Partia Suiten und die gewöhnlichen Paukereien wenigstens das laufende Semester einzustellen und nur noch Privatbeleidigungen auszufechten. Als dies abgelehnt wurde, lösten die Friesen ihr Corps auf und erneuerten am 1. Juli 1848 die Landsmannschaft. Diesem Schritt folgten am 25. November 1848 aus den Corps Bremensia und Hannovera ausgetretene Studenten die Landsmannschaft Teutonia, die bis 1850 einen gewissen burschenschaftlichen Einschlag zeigte. Beide Landsmannschaften schlossen einen A. C., der im Mai 1851 vom Göttinger S. C. wieder aufgekündigt wurde. Daraufhin schlossen sich die Friesen mit der 1851 gegründeten Landsmannschaft Normannia zusammen, die ihren Namen bald in Lunaburgia änderte und gemeinsam mit der Teutonia und der 1852 gestifteten Landsmannschaft Hildesia einen neuen L. C. gründete.  Während die Göttinger Landsmannschaften von 1839 bis 1844 im Kampf gegen die Corps entstanden waren, standen sie 1848 bis 1854 an ihrer Seite gegen die zahlreichen und zum Teil starken Progressverbindungen.  Dieser enge Anschluss an die Corps führte jedoch dazu, dass viele ältere Landsmannschafter austraten, andere wurden inaktiv und verloren damit ihr Stimmrecht. Schließlich gründeten die Friesen das Corps Friso-Guestphalia während die Hildesen fast zeitgleich, aber zuvorkommend (11. Juni 1854) das Corps Hildeso-Guestphalia gründeten, da um einige Aktiven aus Westfalen gerungen wurde.
Damit war auch der zweite Göttinger L. C. aufgelöst worden. Die Ursachen liegen in der nicht genügend klaren Abgrenzung der landsmannschaftlichen Zielsetzungen gegenüber den Corps, aber auch dem fehlenden Rückhalt der auswärtigen Landsmannschaften. So kann es als Eigentümlichkeit der Göttinger L.C. gesehen werden, dass sie keinerlei Beziehungen zu anderen Landsmannschaften außerhalb Göttingens aufnahmen.